# Вест Сејлем (Илиноис)
Вест Сејлем (енгл. West Salem) град је у америчкој савезној држави Илиноис.

## Демографија
По попису из 2010. године број становника је 897, што је 104 (-10,4%) становника мање него 2000. године.
| Група             | 2000.       | 2010.       |
| Белци             | 989 (98,8%) | 881 (98,2%) |
| Афроамериканци    | 4 (0,4%)    | 7 (0,8%)    |
| Азијати           | 1 (0,1%)    | 3 (0,3%)    |
| Хиспаноамериканци | 0 (0,0%)    | 2 (0,2%)    |
| Укупно            | 1.001       | 897         |